# アルマン・ファリエール
クレマン・アルマン・ファリエール（Clément Armand Fallières, 1841年11月6日 – 1931年6月22日）は、フランスの政治家。フランス第三共和政で首相（在任：1883年1月 – 2月）、大統領（在任：1906年 – 1913年）を務めた。

## 生涯
1841年、ロット＝エ＝ガロンヌ県のメザンで生まれた。法律を学んでネラックで弁護士になり、1868年に市議会議員に当選、1871年に市長となった。1871年にはロット＝エ＝ガロンヌ県の県議会(Conseil général)議員になった。熱狂的な共和主義者であったため、1873年5月アドルフ・ティエールの失脚により県議会議員の座を失ったが、1876年2月にネラックの代議院議員に選出された。議会では共和左派（Gauche républicaine、後の共和派オポチュニスト）の一員に属し、1877年5月16日危機ではアルベール・ド・ブロイ公爵内閣の不信任決議に賛成票を投じた。同年10月、代議院議員に再選した。
1880年、第1次ジュール・フェリー内閣（1880年5月 – 1881年11月）の内務次官となった。1882年8月7日から1883年2月20日まで（シャルル・デュクレール内閣と自身が首相を務める内閣の）内務大臣を務め、1883年1月29日から1か月ほど首相を務めた。首相としてはナポレオン公のボナパルティスト宣言（1883年1月）による王位僭称者追放問題への対処に追われたが、ファリエールがちょうどこの時期に病に倒れたため、反対の声に対処することができず、結局王位継承者を主張する者の排除に関する妥協策を元老院に否決され、わずか21日で総辞職した。
続く第2次フェリー内閣では1883年11月より公共教育大臣を務め、学校制度を改革した。1885年3月に第2次フェリー内閣が総辞職すると、ファリエールも辞任した。1887年5月にモーリス・ルーヴィエ内閣の内務大臣になり、同年12月に司法大臣に転じた。1889年2月から公共教育大臣になった。1890年3月から1892年2月まで再び司法大臣を務めた。
1890年6月にロット＝エ＝ガロンヌ県選出元老院議員に就任した。元老院では共和派における影響力を維持したが、党派間の闘争には距離を置き、1899年3月に元老院議長に選出された。1906年1月まで務めたのち、1906年フランス大統領選挙における共和左派の大統領候補に推され、第1回投票で449票を得てポール・ドゥメール（371票）を破り当選した。以降1913年まで大統領を務めた。
1931年6月22日、メザン近郊のルピヨン(Loupillon)で死去した。

## ファリエール内閣（1883年1月29日 – 1883年2月21日）
- アルマン・ファリエール – 首相、内務大臣、宗教大臣、暫定外務大臣
- ジャン・ティボーダン（英語版） – 陸軍大臣
- ピエール・ティラール（英語版） – 財務大臣
- ポール・デュヴェ（英語版） – 司法大臣
- フランソワ・ド・マイ（英語版） – 農業大臣、暫定海軍大臣（英語版）、植民地大臣
- ジュール・デュヴォー（英語版） – 文部科学大臣
- アンヌ・シャルル・エリッソン（英語版） – 公共事業大臣（英語版）
- ルイ・アドルフ・コシュリ（英語版） – 郵政・電信大臣（英語版）
- ピエール・ルグラン（英語版、フランス語版） – 商業大臣（英語版）

## 関連図書
- Beach, Chandler B., ed. (1914). "Fallieres, Clement Armand" . The New Student's Reference Work  (英語). Vol. II. Chicago: F. E. Compton and Co. p. 648.

 ウィキメディア・コモンズには、アルマン・ファリエールに関するカテゴリがあります。
| 公職                        | 公職                             | 公職                                        |
| --------------------------- | -------------------------------- | ------------------------------------------- |
| 先代 ルネ・ゴブレ           | 内務大臣 1882年 – 1883年         | 次代 ピエール・ワルデック＝ルソー           |
| 先代 ポール・デュヴェ       | 宗教大臣 1882年 – 1883年         | 次代 ピエール・ワルデック＝ルソー           |
| 先代 シャルル・デュクレール | フランスの首相 1883年            | 次代 ジュール・フェリー                     |
| 先代 シャルル・デュクレール | 暫定外務大臣 1883年              | 次代 ポール＝アルマン・シャルメル＝ラクール |
| 先代 ジュール・フェリー     | 公共教育大臣 1883年 – 1885年     | 次代 ルネ・ゴブレ                           |
| 先代 ルネ・ゴブレ           | 内務大臣 1887年                  | 次代 フェルディナン・サリアン               |
| 先代 シャルル・マゾ         | 司法大臣 1887年 – 1888年         | 次代 ジョアニス・フェルイヤ                 |
| 先代 エドゥアール・ロクロワ | 公共教育大臣 1889年 – 1890年     | 次代 レオン・ブルジョワ                     |
| 先代 フランソワ・テヴネ     | 宗教大臣 1890年 – 1892年         | 次代 ルイ・リカール                         |
| 先代 エミール・ルーベ       | 元老院議長 1899年 – 1906年       | 次代 レイモン・ポアンカレ                   |
| 先代 エミール・ルーベ       | フランスの大統領 1906年 – 1913年 | 次代 レイモン・ポアンカレ                   |